# Fletxa Brabançona 2017
La Fletxa Brabançona 2017 va ser la 57a edició de la Fletxa Brabançona. Es disputà el 12 d'abril de 2017 sobre un recorregut de 197 km amb sortida a Lovaina i arribada a Overijse. La cursa formava part de l'UCI Europa Tour amb una categoria 1.HC.
El vencedor final fou l'italià Sonny Colbrelli (Bahrain-Merida), que s'imposà a l'esprint final.

## Equips
L'organització convidà a 24 equips a prendre part en aquesta edició de la Fletxa Brabançona.
| WorldTeams (9)- Bahrain-Merida - BMC Racing Team - Cannondale-Drapac - Dimension Data - Lotto NL-Jumbo - Lotto-Soudal - Orica-Scott - Quick-Step Floors - Team Sunweb Equips continentals professionals (15)- Aqua Blue Sport - Bardiani CSF - CCC Sprandi Polkowice - Cofidis, Solutions Crédits - Direct Énergie - Fortuneo-Vital Concept - Gazprom-RusVelo - Israel Cycling Academy - Manzana Postobón - Novo Nordisk - Roompot-Nederlandse Loterij - Sport Vlaanderen-Baloise - Verandas Willems-Crelan - Wanty-Groupe Gobert - WB-Veranclassic-Aqua Protect |
| |

## Classificació final
| \| Classificació general \| Classificació general \| Classificació general \| Classificació general \| Classificació general \| \| Corredor \| Corredor \| Equip \| Temps \| \| \| --------------------- \| ----------------------- \| --------------------- \| --------------------- \| --------------------- \| \| 1r \| Sonny Colbrelli \| Bahrain-Merida \| 4h 44' 22" \| \| \| 2n \| Petr Vakoč \| Quick-Step Floors \| + 0" \| \| \| 3r \| Tiesj Benoot \| Lotto-Soudal \| + 0" \| \| \| 4t \| Tim Wellens \| Lotto-Soudal \| + 0" \| \| \| 5è \| Bert-Jan Lindeman \| LottoNL-Jumbo \| + 0" \| \| \| 6è \| Christopher Juul-Jensen \| Orica-Scott \| + 0" \| \| \| 7è \| Dries Devenyns \| Quick-Step Floors \| + 0" \| \| \| 8è \| Silvan Dillier \| BMC Racing Team \| + 0" \| \| \| 9è \| Victor Campenaerts \| LottoNL-Jumbo \| + 6" \| \| \| 10è \| Laurens De Plus \| Quick-Step Floors \| + 6" \| \| |                         |                   |            |
| |                         |                   |            |
| Font: ProCyclingStats |                         |                   |            |
| Classificació general |                         |                   |            |
| Corredor | Corredor                | Equip             | Temps      |
| 1r | Sonny Colbrelli         | Bahrain-Merida    | 4h 44' 22" |
| 2n | Petr Vakoč              | Quick-Step Floors | + 0"       |
| 3r | Tiesj Benoot            | Lotto-Soudal      | + 0"       |
| 4t | Tim Wellens             | Lotto-Soudal      | + 0"       |
| 5è | Bert-Jan Lindeman       | LottoNL-Jumbo     | + 0"       |
| 6è | Christopher Juul-Jensen | Orica-Scott       | + 0"       |
| 7è | Dries Devenyns          | Quick-Step Floors | + 0"       |
| 8è | Silvan Dillier          | BMC Racing Team   | + 0"       |
| 9è | Victor Campenaerts      | LottoNL-Jumbo     | + 6"       |
| 10è | Laurens De Plus         | Quick-Step Floors | + 6"       |